# Nashornet
Nashornet är ett berg i Antarktis. Det ligger i Östantarktis. Norge gör anspråk på området. Toppen på Nashornet är 1 440 meter över havet.
Terrängen runt Nashornet är huvudsakligen platt, men den allra närmaste omgivningen är kuperad. Nashornet är den högsta punkten i trakten. Trakten är obefolkad. Det finns inga samhällen i närheten.